# 류초도
류초도(한국 한자: 柳草島, 표준어: 유초도)는 압록강(鴨綠江) 하류에 있는 하중도(河中島)다.
지리적 위치로는 평안북도 신의주시와 중국 요녕성 단둥시 사이에 위치한다. 류초도는 동류초도와 북류초도와 인접한다. 신의주시로 연결되는 작은 다리가 하나 있다. 

예로부터 고구려와 발해, 그리고 고려와 조선이 지배하던 곳이였다. 2009년 당시 북한은 이곳을 경제특구로 개발하려는 계획을 갖고 있었다. 2024년 압록강에서 대홍수가 발생함에 따라 이곳의 거주민들이 생태학적 난민이 되었다.
| Daedongyeojido (Gyujanggak) 07-07.jpg |  |
|                                       |  |

## 같이 보기
- 압록강